# Women Who Work
Women Who Work (em português: Mulheres que trabalham) é um livro de 2017 de Ivanka Trump. Um livro de autoajuda destinado a ajudar as mulheres a alcançar a autorrealização, trata do equilíbrio entre vida profissional e pessoal, entre outros tópicos. Inclui ensaios de convidados e vários empresários, figuras políticas e autores de autoajuda são citados.
Este livro é muitas vezes visto como sátira devido ao fato de que o currículo de Ivanka Trump carece de experiência em outro área além da de seu pai, Donald Trump, ex-presidente dos Estados Unidos.

## Recepção
O livro recebeu críticas mistas. Jennifer Senior, escrevendo para o The New York Times, disse que, embora se suponha inicialmente que o público-alvo do livro seja uma ampla gama de mulheres, o preconceito de classe surge mais tarde no livro. Por exemplo, Trump classifica as compras de supermercado como uma tarefa que não é urgente nem importante e cita não poder se mimar com uma massagem como um indicador de quão ocupada ela estava durante a campanha presidencial de 2016 de seu pai, revelando-se fora de contato com as mulheres da classe trabalhadora. Na Associated Press, no entanto, Catherine Lucey disse que o livro mostra que Trump se tornou uma escritora mais séria desde seu livro de autoajuda anterior, The Trump Card, de 2009. Menos caridosamente, a revisora de livros da NPR, Annalisa Quinn, descreveu a escrita como "um mar de branduras" e que "ler é como comer bolas de algodão perfumadas".